# 유경기 (영양안후)
유경기(劉慶忌, ? ~ 기원전 58년)는 전한 후기의 제후로, 노공왕의 손자이다.

## 생애
원봉 6년(기원전 75년), 아버지 유염의 뒤를 이어 영양후(寧陽侯)에 봉해졌다.
영양안후 18년(기원전 58년)에 죽으니 시호를 안이라 하였고, 아들 유신이 작위를 이었다.

## 출전
- 반고, 《한서》 권15상 왕자후표 上

| 선대 아버지 영양절후 유염 | 전한의 영양후 기원전 75년 ~ 기원전 58년 | 후대 아들 영양강후 유신 |